# Борисова-Бекряшова, Антонина Георгиевна
Антони́на Гео́ргиевна Борисова-Бекряшова (1903—1970) — советский ботаник, профессор, специалист по флоре пустыни и засушливых экосистем Центральной Азии.
Сотрудник Ботанического института Академии наук СССР. Похоронена в Ленинграде на Серафимовском кладбище.

## Научные труды
- Толстянковые Флоры СССР
- Борисова А. Г. Crassulaceae — Толстянковые //Сорные растения СССР. — М., 1969. — Т. З.- С. 113—117.
- Борисова А. Г. Конспект системы семейства Crassulaceae DC. флоры СССР (добавления и изменения) // Новости систематики высших растений. — М., 1969 (1970).- Т.6. — С . 112—121.
- Борисова А. Г., Кнорринг О. Э., Некрасова В. Л. К 90-летию со дня рождения Бориса Алексеевича Федченко (27 XII 1872 — 29 IX 1947) // Бот. журнал. 1962, Т.47, № 6. М.-Л. Изд-во АН СССР, — С. 897—907.

## Именем Борисовой названы
В честь Борисовой названы:
- род Antonina Vved.
- очиток Борисовой Sedum  borissovae Balk.
- Sempervivum borissovae.

## Виды растений, описанные Борисовой
А. Г. Борисова впервые описала 409 видов растений (по данным IPNI), в том числе:
- Rhodiola coccinea (Royle) Boriss. — Родиола ярко-красная
- Clementsia semenovii (Regel & Herder) Boriss. (=Rhodiola semenovii (Regel & Herder) Boriss. — Родиола Семёнова)
- Мята копетдагская Boriss.